# Jarosław Kostycewicz

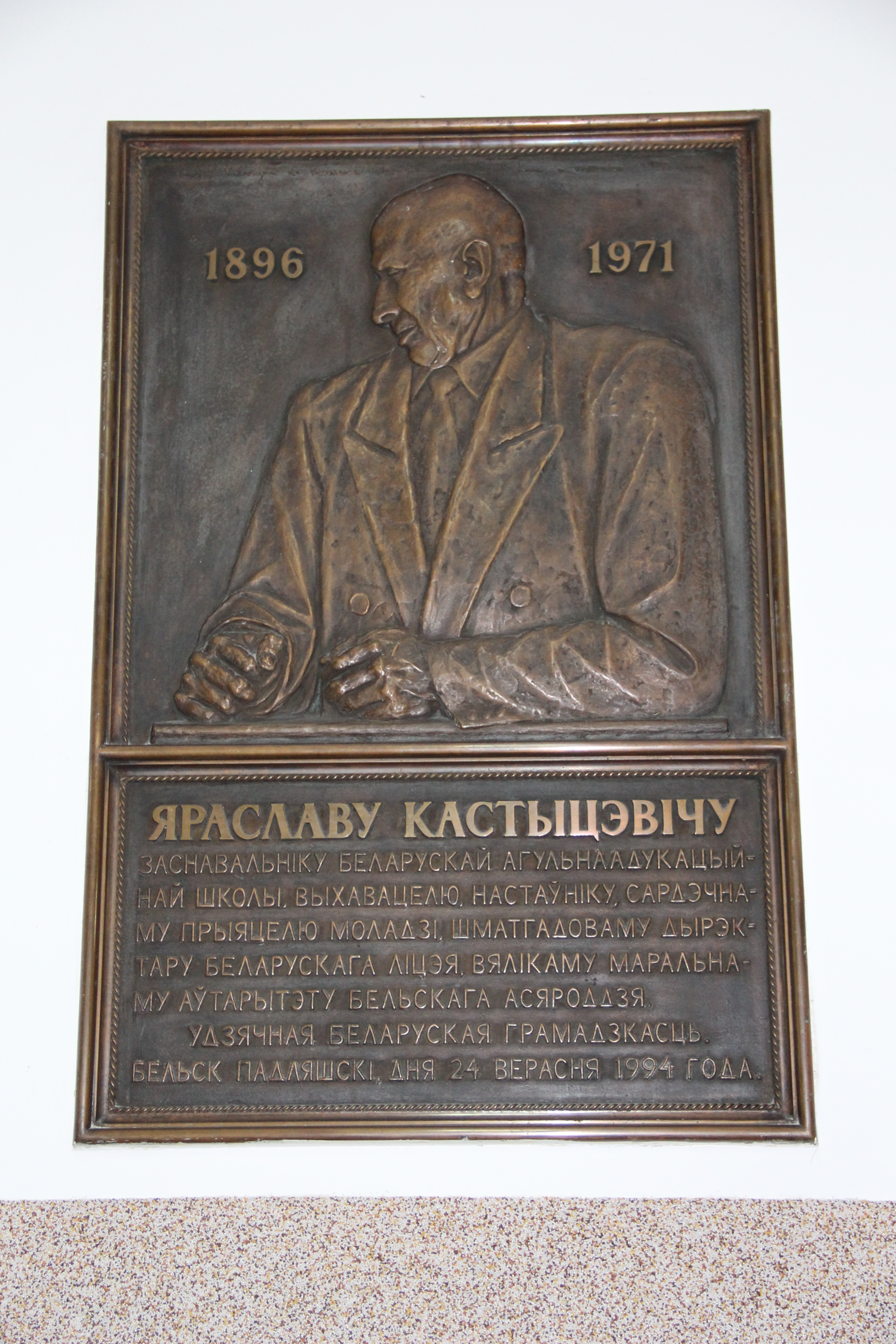
Tablica pamiątkowa Jarosława Kostycewicza

Jarosław Kostycewicz (ur. 6 czerwca 1896 w Pasynkach, zm. 1 kwietnia 1971 w Bielsku Podlaskim) – działacz społeczny i popularyzator oświaty białoruskiej. 
Organizator szkolnictwa w Bielsku Podlaskim na Białostocczyźnie, kontynuujący w ten sposób tradycję rodzinną. Długoletni (1949–1965) dyrektor Liceum Ogólnokształcącego z Białoruskim Językiem Nauczania w Bielsku Podlaskim. 